# Harley Benton
Harley Benton est une marque créée pour et distribuée par le détaillant allemand Thomann. Créée en 1997, elle propose des guitares, basses, banjos, mandolines, microphones, amplificateurs, pédales d'effet, des cordes, des médiators, des pièces détachées, etc., souvent à des prix peu élevés (qui s'expliquent en partie par une fabrication uniquement asiatique et donc très bon marché). Le succès de cette marque s'inscrit dans une tendance de fond d'amélioration de la qualité des instruments peu chers.

## Guitares

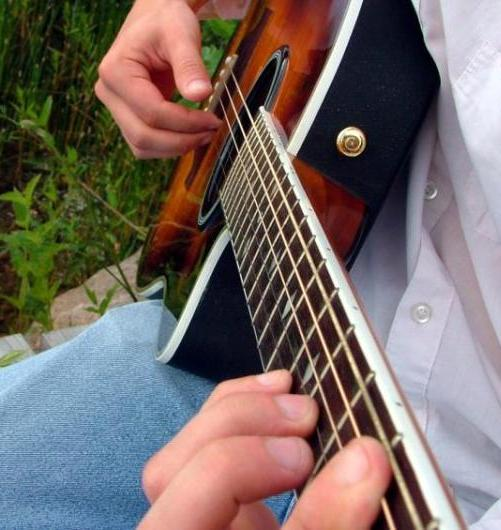
Guitare Harley Benton, clone d'une ovation

Harley Benton réalise des copies des guitares les plus répandues (Stratocaster, Telecaster, Les Paul, etc), à la fois pour guitares électriques et acoustiques. Ses modèles se situent d'entrée de gamme, mais le catalogue de la marque est très étendu : « Harley Benton a tout, depuis les copies de Rickenbacker jusqu'au Telecasters Cabronita, pour moins de 200 dollars ».

## Basses
Harley Benton vend également des basses qui copient les modèles répandus tels que la Jazz Bass ou la Precision Bass. 

## Effets

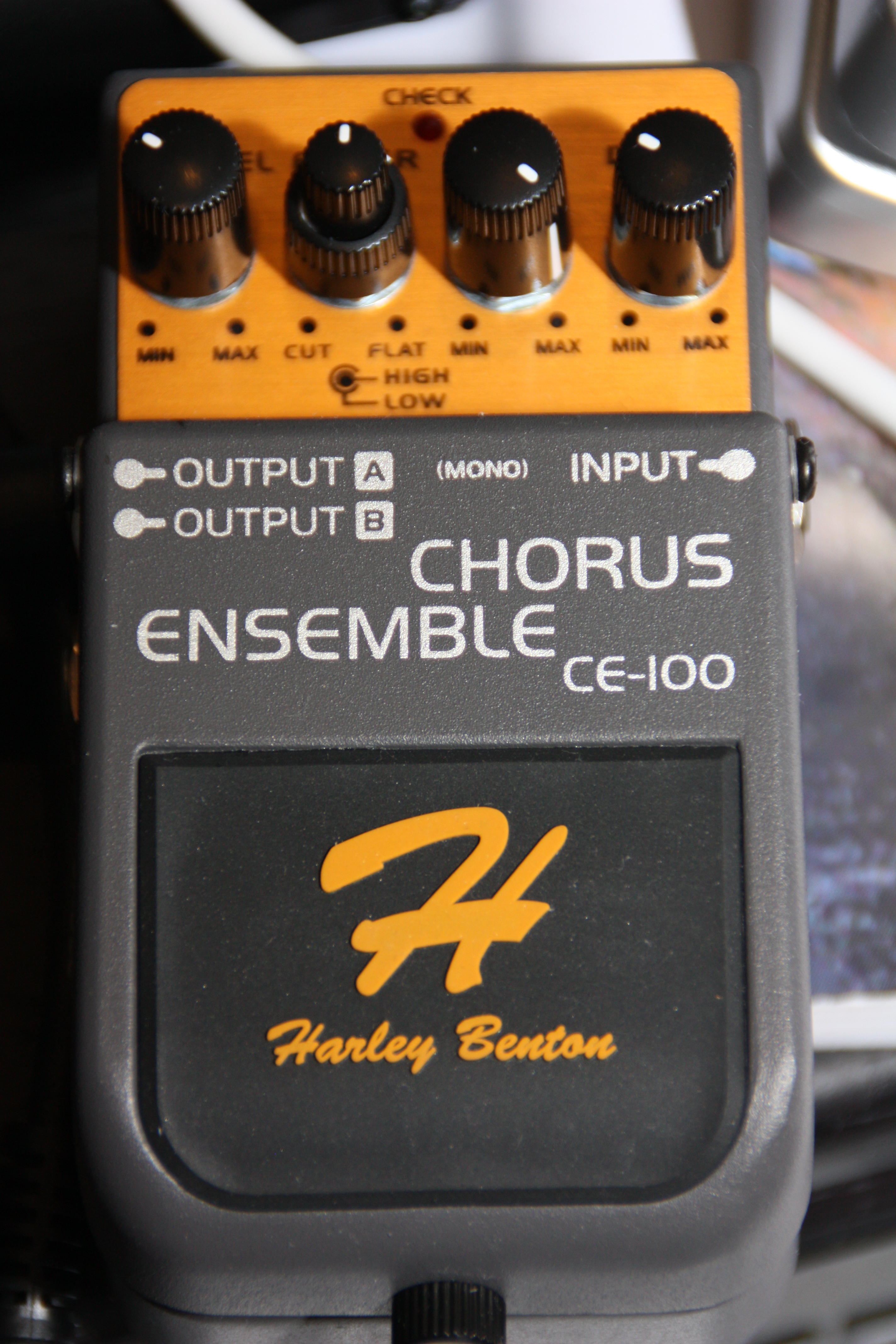
Une pédale de chorus Harley Benton

La marque propose une gamme complète d'effets pour guitares et basses comme distorsions, échos / Délais, flanger / Chorus, compresseur, etc. Harley Benton revend également sous son nom des pédales produites à Shenzhen en Chine par Joyo : les modèles sont identiques, seul l'aspect extérieur (logo) change. 